# Мелехово (Вязниковский район)
Мелехово — упразднённая деревня в Вязниковском районе Владимирской области России.

## География
Урочище находится в северо-восточной части области, в зоне хвойно-широколиственных лесов, в пределах Волжско-Окского междуречья, к югу от реки Чернушки (левый приток реки Тетрух), на расстоянии 22 километров (по прямой) к юго-западу от города Вязники, административного центра района.

### Климат
Климат характеризуется как умеренно континентальный. Средняя температура воздуха самого холодного месяца (января) — −11,1 °C (абсолютный минимум — −48 °С), средняя максимальная температура воздуха (июля) — +23,3 °С (абсолютный максимум — +37 °С). Годовое количество атмосферных осадков составляет около 607 мм, из которых 413 мм выпадает в период с апреля по октябрь.

## История
В «Списке населенных мест Владимирской губернии по сведениям 1859 года» населённый пункт упомянут как удельная деревня Судогодского уезда, расположенная в 66 верстах от уездного города. В деревне насчитывалось 13 дворов и проживало 95 человек (47 мужчин и 48 женщины).
По состоянию на 1905 год, в Мелехове имелся 21 двор и проживало 109 человек. В административном отношении деревня входила в состав Воскресенской волости.
По данным 1926 года в деревне имелось 26 крестьянских хозяйств (в том числе 25 крестьянских) и проживало 114 человек (49 мужчин и 65 женщин). Являлась частью Полево-Андреевского сельсовета.